# Superliga de Colombia 2021
La Superliga de Colombia 2021  (oficialmente y por motivos de patrocinio, Superliga BetPlay Dimayor 2021) fue la décima edición (10.a) del torneo oficial de fútbol colombiano que enfrentó al campeón Temporada 2020 del fútbol colombiano en la Categoría Primera A y el mejor equipo de la reclasificación de la temporada 2020 del fútbol colombiano, los días 5 y 20 de octubre de 2021. En este caso, Santa Fe como el mejor en reclasificación de la temporada 2020 contra el América de Cali, campeón del Campeonato colombiano 2020.
La Superliga de Colombia se disputa a dos enfrentamientos directos de ida y vuelta, entre los dos campeones de los torneos de liga organizados en el año inmediatamente anterior. Ya que en la temporada 2020 únicamente hubo un torneo de liga debido a la pandemia de COVID-19, el torneo se disputó entre el campeón de liga y el mejor equipo de la reclasificación. El equipo que haya tenido más puntos en la tabla de reclasificación de la temporada anterior juega el partido de ida como visitante y el encuentro de vuelta en condición de local. En caso de que terminen con la misma cantidad de puntos, el desempate se hace mediante la diferencia de goles, siendo campeón el de mejor diferencia. Si el empate persiste, el campeón se define mediante los tiros desde el punto penal.
Santa Fe obtuvo su cuarto título en la competición al derrotar al América de Cali en el partido de ida en Cali por dos goles a uno y ganar por tres a dos en el partido de vuelta jugado en Bogotá, para un marcador global de 5:3.

## Llave
|                | vs. |                       |
| -------------- | --- | --------------------- |
| Santa Fe 2 3 5 | vs. | América de Cali 1 2 3 |

## Participantes
|   | Equipo          | Vía de clasificación                                      | Fecha de clasificación  | Participaciones | Última participación | Mejor desempeño                  |
| - | --------------- | --------------------------------------------------------- | ----------------------- | --------------- | -------------------- | -------------------------------- |
| 1 | America de Cali | Campeón Campeonato 2020 (15.° título de Liga)             | 27 de diciembre de 2020 | 2               | 2020                 | Subcampeón 2020.                 |
| 2 | Santa Fe        | Mejor reclasificación temporada 2020 y subcampeón en 2020 | 5 de diciembre de 2020  | 4               | 2017                 | Campeón 2013, 2015, 2017 y 2021. |

## Sedes
| Cali                              | Bogotá                            |
| --------------------------------- | --------------------------------- |
| Estadio Olímpico Pascual Guerrero | Estadio Nemesio Camacho El Campín |
| Capacidad: 33 130                 | Capacidad: 36 343                 |
|                                   |                                   |

## Partidos

### Partido de ida
| 12    | POR   | Diego Novoa        |     |
| 35    | DEF   | Geovan Montes      |     |
| 24    | DEF   | Jhon Palacios      | 63' |
| 3     | DEF   | Jerson Malagón     | 59' |
| 16    | DEF   | Pablo Ortiz        |     |
| 5     | DEF   | Héctor Quiñones    |     |
| 4     | MED   | Carlos Sierra      | 58' |
| 18    | MED   | Rodrigo Ureña      | 59' |
| 27    | MED   | Emerson Batalla    |     |
| 14    | MED   | Mauricio Gómez     |     |
| 30    | DEL   | Carlos Cortés      | 58' |
| D. T. | D. T. | Juan Carlos Osorio |     |

| 22    | POR   | Leandro Castellanos |     |
| 27    | DEF   | Alexander Porras    |     |
| 2     | DEF   | Fainer Torijano     |     |
| 31    | DEF   | José Ortiz          |     |
| 30    | DEF   | Dairon Mosquera     |     |
| 8     | MED   | Sebastián Pedroza   |     |
| 17    | MED   | Alexander Mejía     |     |
| 5     | MED   | Carlos Sánchez      |     |
| 10    | MED   | Jhon Velásquez      | 80' |
| 13    | MED   | Kelvin Osorio       | 80' |
| 19    | DEL   | Ronaldo Dinolis     | 65' |
| D. T. | D. T. | Grigori Méndez      |     |

| 7  | DEL | Gustavo Torres | 58' |
| 19 | MED | Luis Paz       | 58' |
| 28 | MED | Larry Angulo   | 59' |
| 23 | DEF | Jorge Segura   | 59' |
| 29 | DEF | Kevin Andrade  | 63' |

| 9  | DEL | Jorge Luis Ramos | 65' |
| 24 | DEL | Jersson González | 80' |
| 21 | DEF | Fabio Delgado    | 80' |

| 26' | Carlos Sierra | 1:0 |

| 55' · 81' | Jhon Velásquez Jorge Luis Ramos | 1:1 1:2 |

| 66' · 79' | Larry Angulo Luis Paz |

| 83' · 88' · 90+2' | Fainer Torijano Sebastián Pedroza Fabio Delgado |

| Principal  | Alexander Ospina  |
| Asistentes | Elkin Echavarría  |
|            | Javier Zemanate   |
| Cuarto     | Bismarks Santiago |

|  |                    |        |        |
|  | Tiros              | 10     | 10     |
|  | Tiros a puerta     | 3      | 5      |
|  | Faltas             | 14     | 8      |
|  | Saques de esquina  | 7      | 4      |
|  | Fueras de juego    | 4      | 0      |
|  | Posesión del balón | 50,8 % | 49,2 % |

| 12    | POR   | Diego Novoa        |     |
| 35    | DEF   | Geovan Montes      |     |
| 24    | DEF   | Jhon Palacios      | 63' |
| 3     | DEF   | Jerson Malagón     | 59' |
| 16    | DEF   | Pablo Ortiz        |     |
| 5     | DEF   | Héctor Quiñones    |     |
| 4     | MED   | Carlos Sierra      | 58' |
| 18    | MED   | Rodrigo Ureña      | 59' |
| 27    | MED   | Emerson Batalla    |     |
| 14    | MED   | Mauricio Gómez     |     |
| 30    | DEL   | Carlos Cortés      | 58' |
| D. T. | D. T. | Juan Carlos Osorio |     |

| 22    | POR   | Leandro Castellanos |     |
| 27    | DEF   | Alexander Porras    |     |
| 2     | DEF   | Fainer Torijano     |     |
| 31    | DEF   | José Ortiz          |     |
| 30    | DEF   | Dairon Mosquera     |     |
| 8     | MED   | Sebastián Pedroza   |     |
| 17    | MED   | Alexander Mejía     |     |
| 5     | MED   | Carlos Sánchez      |     |
| 10    | MED   | Jhon Velásquez      | 80' |
| 13    | MED   | Kelvin Osorio       | 80' |
| 19    | DEL   | Ronaldo Dinolis     | 65' |
| D. T. | D. T. | Grigori Méndez      |     |

| 7  | DEL | Gustavo Torres | 58' |
| 19 | MED | Luis Paz       | 58' |
| 28 | MED | Larry Angulo   | 59' |
| 23 | DEF | Jorge Segura   | 59' |
| 29 | DEF | Kevin Andrade  | 63' |

| 9  | DEL | Jorge Luis Ramos | 65' |
| 24 | DEL | Jersson González | 80' |
| 21 | DEF | Fabio Delgado    | 80' |

| 26' | Carlos Sierra | 1:0 |

| 55' · 81' | Jhon Velásquez Jorge Luis Ramos | 1:1 1:2 |

| 66' · 79' | Larry Angulo Luis Paz |

| 83' · 88' · 90+2' | Fainer Torijano Sebastián Pedroza Fabio Delgado |

| Principal  | Alexander Ospina  |
| Asistentes | Elkin Echavarría  |
|            | Javier Zemanate   |
| Cuarto     | Bismarks Santiago |

|  |                    |        |        |
|  | Tiros              | 10     | 10     |
|  | Tiros a puerta     | 3      | 5      |
|  | Faltas             | 14     | 8      |
|  | Saques de esquina  | 7      | 4      |
|  | Fueras de juego    | 4      | 0      |
|  | Posesión del balón | 50,8 % | 49,2 % |

| 12    | POR   | Diego Novoa        |     |
| 35    | DEF   | Geovan Montes      |     |
| 24    | DEF   | Jhon Palacios      | 63' |
| 3     | DEF   | Jerson Malagón     | 59' |
| 16    | DEF   | Pablo Ortiz        |     |
| 5     | DEF   | Héctor Quiñones    |     |
| 4     | MED   | Carlos Sierra      | 58' |
| 18    | MED   | Rodrigo Ureña      | 59' |
| 27    | MED   | Emerson Batalla    |     |
| 14    | MED   | Mauricio Gómez     |     |
| 30    | DEL   | Carlos Cortés      | 58' |
| D. T. | D. T. | Juan Carlos Osorio |     |

| 22    | POR   | Leandro Castellanos |     |
| 27    | DEF   | Alexander Porras    |     |
| 2     | DEF   | Fainer Torijano     |     |
| 31    | DEF   | José Ortiz          |     |
| 30    | DEF   | Dairon Mosquera     |     |
| 8     | MED   | Sebastián Pedroza   |     |
| 17    | MED   | Alexander Mejía     |     |
| 5     | MED   | Carlos Sánchez      |     |
| 10    | MED   | Jhon Velásquez      | 80' |
| 13    | MED   | Kelvin Osorio       | 80' |
| 19    | DEL   | Ronaldo Dinolis     | 65' |
| D. T. | D. T. | Grigori Méndez      |     |

| 7  | DEL | Gustavo Torres | 58' |
| 19 | MED | Luis Paz       | 58' |
| 28 | MED | Larry Angulo   | 59' |
| 23 | DEF | Jorge Segura   | 59' |
| 29 | DEF | Kevin Andrade  | 63' |

| 9  | DEL | Jorge Luis Ramos | 65' |
| 24 | DEL | Jersson González | 80' |
| 21 | DEF | Fabio Delgado    | 80' |

| 26' | Carlos Sierra | 1:0 |

| 55' · 81' | Jhon Velásquez Jorge Luis Ramos | 1:1 1:2 |

| 66' · 79' | Larry Angulo Luis Paz |

| 83' · 88' · 90+2' | Fainer Torijano Sebastián Pedroza Fabio Delgado |

| Principal  | Alexander Ospina  |
| Asistentes | Elkin Echavarría  |
|            | Javier Zemanate   |
| Cuarto     | Bismarks Santiago |

|  |                    |        |        |
|  | Tiros              | 10     | 10     |
|  | Tiros a puerta     | 3      | 5      |
|  | Faltas             | 14     | 8      |
|  | Saques de esquina  | 7      | 4      |
|  | Fueras de juego    | 4      | 0      |
|  | Posesión del balón | 50,8 % | 49,2 % |

| 12    | POR   | Diego Novoa        |     |
| 35    | DEF   | Geovan Montes      |     |
| 24    | DEF   | Jhon Palacios      | 63' |
| 3     | DEF   | Jerson Malagón     | 59' |
| 16    | DEF   | Pablo Ortiz        |     |
| 5     | DEF   | Héctor Quiñones    |     |
| 4     | MED   | Carlos Sierra      | 58' |
| 18    | MED   | Rodrigo Ureña      | 59' |
| 27    | MED   | Emerson Batalla    |     |
| 14    | MED   | Mauricio Gómez     |     |
| 30    | DEL   | Carlos Cortés      | 58' |
| D. T. | D. T. | Juan Carlos Osorio |     |

| 22    | POR   | Leandro Castellanos |     |
| 27    | DEF   | Alexander Porras    |     |
| 2     | DEF   | Fainer Torijano     |     |
| 31    | DEF   | José Ortiz          |     |
| 30    | DEF   | Dairon Mosquera     |     |
| 8     | MED   | Sebastián Pedroza   |     |
| 17    | MED   | Alexander Mejía     |     |
| 5     | MED   | Carlos Sánchez      |     |
| 10    | MED   | Jhon Velásquez      | 80' |
| 13    | MED   | Kelvin Osorio       | 80' |
| 19    | DEL   | Ronaldo Dinolis     | 65' |
| D. T. | D. T. | Grigori Méndez      |     |

| 7  | DEL | Gustavo Torres | 58' |
| 19 | MED | Luis Paz       | 58' |
| 28 | MED | Larry Angulo   | 59' |
| 23 | DEF | Jorge Segura   | 59' |
| 29 | DEF | Kevin Andrade  | 63' |

| 9  | DEL | Jorge Luis Ramos | 65' |
| 24 | DEL | Jersson González | 80' |
| 21 | DEF | Fabio Delgado    | 80' |

| 26' | Carlos Sierra | 1:0 |

| 55' · 81' | Jhon Velásquez Jorge Luis Ramos | 1:1 1:2 |

| 66' · 79' | Larry Angulo Luis Paz |

| 83' · 88' · 90+2' | Fainer Torijano Sebastián Pedroza Fabio Delgado |

| Principal  | Alexander Ospina  |
| Asistentes | Elkin Echavarría  |
|            | Javier Zemanate   |
| Cuarto     | Bismarks Santiago |

|  |                    |        |        |
|  | Tiros              | 10     | 10     |
|  | Tiros a puerta     | 3      | 5      |
|  | Faltas             | 14     | 8      |
|  | Saques de esquina  | 7      | 4      |
|  | Fueras de juego    | 4      | 0      |
|  | Posesión del balón | 50,8 % | 49,2 % |

### Partido de vuelta
| 22    | POR   | Leandro Castellanos |       |
| 27    | DEF   | Alexander Porras    |       |
| 2     | DEF   | Fainer Torijano     |       |
| 31    | DEF   | José Ortiz          |       |
| 30    | DEF   | Dairon Mosquera     |       |
| 8     | MED   | Sebastián Pedroza   | 90+3' |
| 17    | MED   | Alexander Mejía     |       |
| 5     | MED   | Carlos Sánchez      | 66'   |
| 10    | MED   | Jhon Velásquez      | 66'   |
| 7     | MED   | Neyder Moreno       | 58'   |
| 9     | DEL   | Jorge Luis Ramos    | 66'   |
| D. T. | D. T. | Grigori Méndez      |       |

| 1     | POR   | Joel Graterol      |     |
| 29    | DEF   | Kevin Andrade      |     |
| 2     | DEF   | Marlon Torres      | 54' |
| 23    | DEF   | Jorge Segura       |     |
| 5     | DEF   | Héctor Quiñones    | 54' |
| 4     | MED   | Carlos Sierra      | 54' |
| 18    | MED   | Rodrigo Ureña      |     |
| 27    | MED   | Emerson Batalla    | 54' |
| 21    | MED   | Jeison Lucumí      |     |
| 30    | DEL   | Carlos Cortés      | 66' |
| 7     | DEL   | Gustavo Torres     |     |
| D. T. | D. T. | Juan Carlos Osorio |     |

| 13 | MED | Kelvin Osorio     | 58'   |
| 14 | MED | Leonardo Pico     | 66'   |
| 19 | DEL | Ronaldo Dinolis   | 66'   |
| 23 | MED | Johan Caballero   | 66'   |
| 25 | DEF | Alejandro Moralez | 90+3' |

| 17 | DEF | Cristian Arrieta | 54' |
| 28 | MED | Larry Angulo     | 54' |
| 14 | MED | Mauricio Gómez   | 54' |
| 10 | DEL | Déinner Quiñones | 54' |
| 20 | DEL | Adrián Ramos     | 66' |

| 34' · 47' · 78' | Sebastián Pedroza Jhon Velásquez Ronaldo Dinolis | 1:1 2:1 3:1 |

| 12' · 90+2' | Carlos Sierra Adrián Ramos | 0:1 3:2 |

| 37' · 42' · 48' · 73' · 84' · 90+1' · 90+2' | Jorge Luis Ramos Neyder Moreno Jhon Velásquez Alexander Porras Alexander Mejía José Ortiz Leandro Castellanos |

| 70' | Jorge Segura |

| 89' · 89' | Ronaldo Dinolis Fainer Torijano |

| 89' · 89' | Cristian Arrieta Larry Angulo |

| Principal  | Wilmar Roldán |
| Asistentes | John León     |
|            | Mario Tarache |
| Cuarto     | Luis Matorel  |

|  |                    |        |        |
|  | Tiros              | 9      | 10     |
|  | Tiros a puerta     | 4      | 6      |
|  | Faltas             | 14     | 13     |
|  | Saques de esquina  | 5      | 6      |
|  | Fueras de juego    | 1      | 1      |
|  | Posesión del balón | 47,9 % | 52,1 % |

| 22    | POR   | Leandro Castellanos |       |
| 27    | DEF   | Alexander Porras    |       |
| 2     | DEF   | Fainer Torijano     |       |
| 31    | DEF   | José Ortiz          |       |
| 30    | DEF   | Dairon Mosquera     |       |
| 8     | MED   | Sebastián Pedroza   | 90+3' |
| 17    | MED   | Alexander Mejía     |       |
| 5     | MED   | Carlos Sánchez      | 66'   |
| 10    | MED   | Jhon Velásquez      | 66'   |
| 7     | MED   | Neyder Moreno       | 58'   |
| 9     | DEL   | Jorge Luis Ramos    | 66'   |
| D. T. | D. T. | Grigori Méndez      |       |

| 1     | POR   | Joel Graterol      |     |
| 29    | DEF   | Kevin Andrade      |     |
| 2     | DEF   | Marlon Torres      | 54' |
| 23    | DEF   | Jorge Segura       |     |
| 5     | DEF   | Héctor Quiñones    | 54' |
| 4     | MED   | Carlos Sierra      | 54' |
| 18    | MED   | Rodrigo Ureña      |     |
| 27    | MED   | Emerson Batalla    | 54' |
| 21    | MED   | Jeison Lucumí      |     |
| 30    | DEL   | Carlos Cortés      | 66' |
| 7     | DEL   | Gustavo Torres     |     |
| D. T. | D. T. | Juan Carlos Osorio |     |

| 13 | MED | Kelvin Osorio     | 58'   |
| 14 | MED | Leonardo Pico     | 66'   |
| 19 | DEL | Ronaldo Dinolis   | 66'   |
| 23 | MED | Johan Caballero   | 66'   |
| 25 | DEF | Alejandro Moralez | 90+3' |

| 17 | DEF | Cristian Arrieta | 54' |
| 28 | MED | Larry Angulo     | 54' |
| 14 | MED | Mauricio Gómez   | 54' |
| 10 | DEL | Déinner Quiñones | 54' |
| 20 | DEL | Adrián Ramos     | 66' |

| 34' · 47' · 78' | Sebastián Pedroza Jhon Velásquez Ronaldo Dinolis | 1:1 2:1 3:1 |

| 12' · 90+2' | Carlos Sierra Adrián Ramos | 0:1 3:2 |

| 37' · 42' · 48' · 73' · 84' · 90+1' · 90+2' | Jorge Luis Ramos Neyder Moreno Jhon Velásquez Alexander Porras Alexander Mejía José Ortiz Leandro Castellanos |

| 70' | Jorge Segura |

| 89' · 89' | Ronaldo Dinolis Fainer Torijano |

| 89' · 89' | Cristian Arrieta Larry Angulo |

| Principal  | Wilmar Roldán |
| Asistentes | John León     |
|            | Mario Tarache |
| Cuarto     | Luis Matorel  |

|  |                    |        |        |
|  | Tiros              | 9      | 10     |
|  | Tiros a puerta     | 4      | 6      |
|  | Faltas             | 14     | 13     |
|  | Saques de esquina  | 5      | 6      |
|  | Fueras de juego    | 1      | 1      |
|  | Posesión del balón | 47,9 % | 52,1 % |

| 22    | POR   | Leandro Castellanos |       |
| 27    | DEF   | Alexander Porras    |       |
| 2     | DEF   | Fainer Torijano     |       |
| 31    | DEF   | José Ortiz          |       |
| 30    | DEF   | Dairon Mosquera     |       |
| 8     | MED   | Sebastián Pedroza   | 90+3' |
| 17    | MED   | Alexander Mejía     |       |
| 5     | MED   | Carlos Sánchez      | 66'   |
| 10    | MED   | Jhon Velásquez      | 66'   |
| 7     | MED   | Neyder Moreno       | 58'   |
| 9     | DEL   | Jorge Luis Ramos    | 66'   |
| D. T. | D. T. | Grigori Méndez      |       |

| 1     | POR   | Joel Graterol      |     |
| 29    | DEF   | Kevin Andrade      |     |
| 2     | DEF   | Marlon Torres      | 54' |
| 23    | DEF   | Jorge Segura       |     |
| 5     | DEF   | Héctor Quiñones    | 54' |
| 4     | MED   | Carlos Sierra      | 54' |
| 18    | MED   | Rodrigo Ureña      |     |
| 27    | MED   | Emerson Batalla    | 54' |
| 21    | MED   | Jeison Lucumí      |     |
| 30    | DEL   | Carlos Cortés      | 66' |
| 7     | DEL   | Gustavo Torres     |     |
| D. T. | D. T. | Juan Carlos Osorio |     |

| 13 | MED | Kelvin Osorio     | 58'   |
| 14 | MED | Leonardo Pico     | 66'   |
| 19 | DEL | Ronaldo Dinolis   | 66'   |
| 23 | MED | Johan Caballero   | 66'   |
| 25 | DEF | Alejandro Moralez | 90+3' |

| 17 | DEF | Cristian Arrieta | 54' |
| 28 | MED | Larry Angulo     | 54' |
| 14 | MED | Mauricio Gómez   | 54' |
| 10 | DEL | Déinner Quiñones | 54' |
| 20 | DEL | Adrián Ramos     | 66' |

| 34' · 47' · 78' | Sebastián Pedroza Jhon Velásquez Ronaldo Dinolis | 1:1 2:1 3:1 |

| 12' · 90+2' | Carlos Sierra Adrián Ramos | 0:1 3:2 |

| 37' · 42' · 48' · 73' · 84' · 90+1' · 90+2' | Jorge Luis Ramos Neyder Moreno Jhon Velásquez Alexander Porras Alexander Mejía José Ortiz Leandro Castellanos |

| 70' | Jorge Segura |

| 89' · 89' | Ronaldo Dinolis Fainer Torijano |

| 89' · 89' | Cristian Arrieta Larry Angulo |

| Principal  | Wilmar Roldán |
| Asistentes | John León     |
|            | Mario Tarache |
| Cuarto     | Luis Matorel  |

|  |                    |        |        |
|  | Tiros              | 9      | 10     |
|  | Tiros a puerta     | 4      | 6      |
|  | Faltas             | 14     | 13     |
|  | Saques de esquina  | 5      | 6      |
|  | Fueras de juego    | 1      | 1      |
|  | Posesión del balón | 47,9 % | 52,1 % |

| 22    | POR   | Leandro Castellanos |       |
| 27    | DEF   | Alexander Porras    |       |
| 2     | DEF   | Fainer Torijano     |       |
| 31    | DEF   | José Ortiz          |       |
| 30    | DEF   | Dairon Mosquera     |       |
| 8     | MED   | Sebastián Pedroza   | 90+3' |
| 17    | MED   | Alexander Mejía     |       |
| 5     | MED   | Carlos Sánchez      | 66'   |
| 10    | MED   | Jhon Velásquez      | 66'   |
| 7     | MED   | Neyder Moreno       | 58'   |
| 9     | DEL   | Jorge Luis Ramos    | 66'   |
| D. T. | D. T. | Grigori Méndez      |       |

| 1     | POR   | Joel Graterol      |     |
| 29    | DEF   | Kevin Andrade      |     |
| 2     | DEF   | Marlon Torres      | 54' |
| 23    | DEF   | Jorge Segura       |     |
| 5     | DEF   | Héctor Quiñones    | 54' |
| 4     | MED   | Carlos Sierra      | 54' |
| 18    | MED   | Rodrigo Ureña      |     |
| 27    | MED   | Emerson Batalla    | 54' |
| 21    | MED   | Jeison Lucumí      |     |
| 30    | DEL   | Carlos Cortés      | 66' |
| 7     | DEL   | Gustavo Torres     |     |
| D. T. | D. T. | Juan Carlos Osorio |     |

| 13 | MED | Kelvin Osorio     | 58'   |
| 14 | MED | Leonardo Pico     | 66'   |
| 19 | DEL | Ronaldo Dinolis   | 66'   |
| 23 | MED | Johan Caballero   | 66'   |
| 25 | DEF | Alejandro Moralez | 90+3' |

| 17 | DEF | Cristian Arrieta | 54' |
| 28 | MED | Larry Angulo     | 54' |
| 14 | MED | Mauricio Gómez   | 54' |
| 10 | DEL | Déinner Quiñones | 54' |
| 20 | DEL | Adrián Ramos     | 66' |

| 34' · 47' · 78' | Sebastián Pedroza Jhon Velásquez Ronaldo Dinolis | 1:1 2:1 3:1 |

| 12' · 90+2' | Carlos Sierra Adrián Ramos | 0:1 3:2 |

| 37' · 42' · 48' · 73' · 84' · 90+1' · 90+2' | Jorge Luis Ramos Neyder Moreno Jhon Velásquez Alexander Porras Alexander Mejía José Ortiz Leandro Castellanos |

| 70' | Jorge Segura |

| 89' · 89' | Ronaldo Dinolis Fainer Torijano |

| 89' · 89' | Cristian Arrieta Larry Angulo |

| Principal  | Wilmar Roldán |
| Asistentes | John León     |
|            | Mario Tarache |
| Cuarto     | Luis Matorel  |

|  |                    |        |        |
|  | Tiros              | 9      | 10     |
|  | Tiros a puerta     | 4      | 6      |
|  | Faltas             | 14     | 13     |
|  | Saques de esquina  | 5      | 6      |
|  | Fueras de juego    | 1      | 1      |
|  | Posesión del balón | 47,9 % | 52,1 % |

|                                           |
| Bandera de Colombia                       |
| Campeón Independiente Santa Fe 4.º título |